# Kastanéa (ort i Grekland, Grekiska fastlandet, Nomós Evrytanías)
Kastanéa (Kastania) är en ort i Grekland.   Den ligger i prefekturen Nomós Evrytanías och regionen Grekiska fastlandet, i den centrala delen av landet, 200 km väster om huvudstaden Aten. Kastanéa ligger 961 meter över havet och antalet invånare är 179.
Terrängen runt Kastanéa är bergig norrut, men söderut är den kuperad. Runt Kastanéa är det ganska glesbefolkat, med 21 invånare per kvadratkilometer. Närmaste större samhälle är Thérmo, 18,5 km söder om Kastanéa. I omgivningarna runt Kastanéa växer i huvudsak blandskog.